# Riotuerto
Riotuerto – gmina w Hiszpanii, w prowincji Kantabria, w Kantabrii, o powierzchni 30,48 km². W 2011 roku gmina liczyła 1634 mieszkańców.